# Getande weegbree
Getande weegbree (Plantago major subsp. intermedia) is een ondersoort van Plantago major.

## Determinatie
Getande weegbree is een kruidachtige, overblijvende plant die een hoogte bereikt van 2–30 cm. De bladeren hebben 3–5, relatief diepgelegen nerven. De soort bloeit van mei tot november. De vrucht is een steenrode doosvrucht met daarin 8–15 zaden.

### Gelijkende taxa
De plant kan sterk lijken op grote weegbree, de andere ondersoort van Plantago major. Grote weegbree heeft echter 5–9 nerven en vruchten met 5–10 zaden. Verder zijn de bladeren van de getande weegbree meestal smaller, de bladrand is duidelijker getand en het blad heeft minder taaie vaatbundels.

## Ecologie
Getande weegbree komt voor op vochtige open plekken, vaak ruderale plaatsen met een verdichte bodem.

### Syntaxonomie
In de syntaxonomie wordt getande weegbree vooral aangetroffen in de weegbree- en tandzaad-klasse.

## Verspreiding
Getande weegbree is in Nederland een algemene soort, met name langs de kust en de rivieren.